# Vallejo de Mena
Vallejo de Mena es una entidad municipal del Valle de Mena, en la provincia de Burgos, comunidad autónoma de Castilla y León (España). Pertenece a la comarca de Las Merindades y al partido judicial de Villarcayo.
- Datos: Q24938048
- Multimedia: Vallejo de Mena / Q24938048